# Kamień Krajeński
Kamień Krajeński este un oraș în Polonia.